# Lp (Unix)
lp – program konsoli Uniksa dodający zadanie do kolejki drukowania.

## Wywołanie
```
lp 
[opcje]
 
plik
```

## Opcje
| Opcja            | Znaczenie |
| ---------------- | --- |
| -A               | Używa uwierzytelnianego przesyłania. |
| -c               | Tworzy kopię pliku file przed jego drukowaniem. |
| -d dest          | Wybiera dest jako drukarkę lub klasę drukarek, które mają wykonać wydruk. |
| -f formularz     | Drukuje żądanie na formularzu o nazwie formularz. |
| -m               | Po wydrukowaniu plików wysyła wiadomość pocztową do użytkownika. Adres pocztowy tworzony jest ze zmiennej środowiskowej $USER.                                                                     |
| -n liczba        | Drukuje określoną przez number liczbę kopii (domyślnie jest to 1). |
| -o opcja         | Określa opcje zależne do drukarki. Kilka takich opcji można połączyć podając opcję -o wielokrotnie, lub podając po -o listę opcji ujętą w cudzysłowy.                                              |
| -q priorytet     | Przypisuje temużądaniu poziom priorytetu priority-level w kolejce druku. Poziomu priorytetu jest liczbą z zakresu od 0 – najwyższy priorytet do 25 – najniższy.                                    |
| -S zestaw znaków | Drukuje tożądanie używając podanego zestawu znaków. |
| -t tytuł         | Drukuje tytuł title na stronie tytułowej wyjścia. Jeżeli nie podano tytułu, to na stronie tytułowej drukowana jest nazw pliku. Jeżeli tytuł zawiera odstępy, to należy umieścić go w cudzysłowach. |
| -T typ           | Drukuje żądanie na drukarce potrafiącej obsługiwać podany typ zawartości. |
| -y tryby         | Drukuje żądanie zgodnie z trybami druku. |